# Ficus platyphylla
Ficus platyphylla là một loài thực vật có hoa trong họ Moraceae. Loài này được Delile mô tả khoa học đầu tiên năm 1826.